# Jake White
Jacob Westerduin (Johannesburgo, 13 de diciembre de 1963 o 19 de marzo de 1963, de acuerdo con otras referencias) es un entrenador sudafricano de rugby.
Jake White fue entrenador de los Springboks de 2004 a 2007. Con ellos consiguió el Campeonato Mundial de Francia 2007.
Ganó el premio al Mejor entrenador del Mundo en 2004 y 2007. Desde 2011 es miembro del Salón de la Fama de la World Rugby.

## Participaciones en Copas del Mundo
| Mundial                       | Sede    | Equipo    | Resultado | PJ | PG | PE | PP | Pts + | Pts - |
| ----------------------------- | ------- | --------- | --------- | -- | -- | -- | -- | ----- | ----- |
| Copa Mundial de Rugby de 2007 | Francia | Sudáfrica | Campeón   | 7  | 7  | 0  | 0  | 278   | 86    |

## Palmarés
- Campeón del Rugby Championship de 2004.
- Campeón de la Currie Cup de 1999.